# Veliki londonski smog
Veliki londonski smog [véliki lóndonski smóg] (angleško The Great Smog ali The Big Smoke)  je bilo štiri dni trajajoče obdobje visoke koncentracije smoga, ki je med 5. in 9. decembrom 1952 zajel spodnji del doline Temze z Londonom.
Vzrok zanj je bil temperaturni obrat, ki je ujel izpuste žveplovega dioksida in dima. Njuni koncentraciji sta nekajkrat presegli običajne vrednosti in takšno onesnaževanje je trajalo več dni.

## Uvod
Veliki smog je obdobje najhujše onesnaženosti zraka v zgodovini Združenega kraljestva  in tudi najpomembnejše z vidika njegovega vpliva na področju okoljskih raziskav, vladnih uredb in ozaveščenosti javnosti o odnosu do kakovosti zraka in zdravja. Vse to je privedlo do številnih sprememb v okoljskem dojemanju in ozaveščanju ter do sprejema predpisov na tem področju, predvsem zakona o ohranjanju čistega zraka iz leta 1956.
Beseda smog je angleškega izvora, ki je združena iz besed smoke (dim) in fog (megla).
Zrak je bil nasičen z rumenkasto meglo tako na gosto, da je bil zaradi slabe vidljivosti prekinjen javni promet in okrnjeno je bilo delovanje reševalnih vozil. Smog se je širil v notranjost hiš, predstave v kinodvoranah so bile prekinjene zaradi slabe vidljivosti.

## Časovno obdobje
Med 5. in 9. decembrom 1952 se je na London spustil najgostejši smog v zgodovini, po ocenah je zaradi njegovih posledic umrlo do 12.000 ljudi. Anticiklon nad Londonom je povzročil stanje brezvetrja, v katerem je površina zemlje deponirala hladen zrak, nasičen s smogom, in oblikoval se je pokrov toplega zraka.

## Razlogi za nastanek
Smog je nastal zaradi onesnaženega zraka, vzrok je bil velika količina zgorevanja premoga, tako v termoelektrarnah kot tudi zasebnih kuriščih. Zlasti visoka je bila koncentracije žveplovega dioksida. K onesnaženosti zraka so veliko prispevale premogovne termoelektrarne v Londonu in povečana količina dima, nastalega zaradi ogrevanja posameznih stavbnih enot v mestu. Onesnaževanje je večje tudi zaradi izpušnega dima vozil oz. avtobusov, zlasti tistih z dizelskim motorjem, saj so ti v obdobju predtem nadomestili električni tramvajski sistem. Prav tako so vetrovi s celinskega dela Evrope prinesli dodatne količine onesnaženega zraka, predvsem iznad tamkajšnjih industrijskih območij.

## Vpliv velikega smoga na London
Čeprav je bil London vajen dolgih in gostih megla, je bila tokrat megla gostejša in dolgotrajnejša kot vse prejšnje. Vidljivost se je zmanjšala na nekaj metrov, zaradi česar je bila vožnja otežena, če ne kar nemogoča. Javni prevoz, razen londonske podzemne železnice, je obstal. Še slabše je bilo ponoči zaradi slabe vidljivosti uličnih svetilk, saj je bila s tem je vidljivost zmanjšana na le nekaj metrov. Zaščitne maske so nosili le premožnejši oziroma tisti, so si jih lahko zagotovili. 
V naslednjih dveh tednih je za posledicami smoga umrlo 12.000 ljudi, največ je bilo tistih z dihalnimi težavami. V celoti je bilo zdravstveno prizadetih ali je zbolelo 100.000 ljudi, najpogosteje zaradi pridruženih bolezni dihal. Te človeške žrtve so zakonodajalce dokončno spodbudile k sprejetju predpisov o ohranjanju bolj čistega zraka.